# 陳威戎
陳威戎博士，為台灣國立宜蘭大學生物技術與動物科學系教授，2024年8月1日起，出任國立宜蘭大學教授兼校長
。